# Kishtwar (stad)
Kishtwar is een stad en “notified area” in het Indiase unieterritorium Jammu en Kasjmir. Het is de hoofdplaats van het gelijknamige district Kishtwar.

## Demografie
Volgens de Indiase volkstelling van 2001 wonen er 15.806 mensen in Kishtwar, waarvan 61% mannelijk en 39% vrouwelijk is. De plaats heeft een alfabetiseringsgraad van 74%.